# Epitoxis procridia
Epitoxis procridia là một loài bướm đêm thuộc phân họ Arctiinae, họ Erebidae.